# Silene nuncupanda
Silene nuncupanda är en nejlikväxtart som beskrevs av Mark James Coode och Cullen. Silene nuncupanda ingår i släktet glimmar, och familjen nejlikväxter. Inga underarter finns listade i Catalogue of Life.